# Demonax virescens
Demonax virescens là một loài bọ cánh cứng trong họ Cerambycidae.